# Stanton (Nebraska)
Stanton je grad u američkoj saveznoj državi Nebraska. Prema popisu stanovništva iz 2010. u njemu je živjelo 1,577 stanovnika.